# Eridadi Mukwanga
Eridadi Mukwanga  (ur. 12 lipca 1943 w Kawandze, zm. w styczniu 1998) – ugandyjski bokser, srebrny medalista olimpijski z Meksyku.

## Kariera amatorska
W 1968 zdobył srebrny medal w kategorii koguciej podczas igrzysk olimpijskich w Meksyku. W finale przegrał z reprezentantem ZSRR – Walerianem Sokołowem.